# December 7th
December 7th (1943) é um filme de propaganda produzido pela Marinha dos Estados Unidos e dirigido por John Ford e Gregg Toland, sobre Ataque a Pearl Harbor, ocorrido em 7 de dezembro de 1941, conflito que desencadeou a Guerra do Pacífico e o desenvolvimento norte-americano na Segunda Guerra Mundial.

## Prêmios
O filme ganhou um Oscar de melhor documentário de curta-metragem, em 1944.